# Państwo korporacyjne
Państwo korporacyjne – koncepcja budowy państwa oparta na zasadzie korporacjonizmu.   
Koncepcja była realizowana przez Mussoliniego we Włoszech w latach 1922–1943, była ona również realizowana w Hiszpanii oraz Portugalii.